# Лошбюи
Лошбюи (на английски: Lochbuie) е град в окръг Уелд, щата Колорадо, САЩ. Лошбюи е с население от 2049 жители (2000) и обща площ от 3,6 km². Намира се на 1530 m надморска височина. ЗИП кодът му е 80603, а телефонният му код е 303, 720.